# Shell C-Klasse
Die fünf 1950 in den USA für die US-Marine gebauten Cap-Tanker bildeten die spätere Shell C-Klasse. Sie wurden vom September 1958 bis April 1959 von der Atlas Tanker, Panama, an die Deutsche Shell Tanker-Gesellschaft (DSTG), Hamburg, übergeben.

## Die Reederei
Die Deutsche Shell Tanker-Gesellschaft mbH., Hamburg, wurde 1958 als Tankergesellschaft gegründet, Geschäftsführer waren C. F. Schmidt und J. Baumgarten, im Hauptberuf Vorstandsmitglieder der Deutschen Shell. Die Reederei übernahm gleich nach der Gründung die 1949/50 in den USA für die Marine gebauten von Dampfturbinen angetriebenen Tanker mit Heimathafen Hamburg.
Der Markt der Patentinhaber mit Dampfturbinenerfahrung war zu dieser Zeit in Deutschland leergefegt, daher war es schwierig, die Schiffe entsprechend zu besetzen. Für jeden Tanker wurden jeweils rund 50 bis 60 Besatzungsmitglieder eingestellt. Die Schiffe wurden vom Mittelmeer bzw. dem Persischen Golf nach Hamburg eingesetzt. Sie wurden nach rund 25 Dienstjahren abgewrackt.

## Die Schiffe
| Shell C-Klasse | Shell C-Klasse        | Shell C-Klasse | Shell C-Klasse     | Shell C-Klasse | Shell C-Klasse |
| Bauname        | Bauwerft/Baunummer    | IMO-Nummer     | Ablieferung        | Spätere Namen und Verbleib |                |
| -------------- | --------------------- | -------------- | ------------------ | --- | -------------- |
| Capsa          | Bethlehem Steel, 1613 | 5062754        | 11. Januar 1950    | 10. Januar 1959 an Deutsche Shell Tanker-Gesellschaft (DSTG), Hamburg; ab 9. August 1976 in Kaohsiung verschrottet                      |                |
| Capulus        | Bethlehem Steel, 1614 | 5063045        | 15. März 1950      | 9. Februar 1959 an Deutsche Shell Tanker-Gesellschaft (DSTG), Hamburg; ab 12. Mai 1975 in Pusan verschrottet                            |                |
| Caperata       | Bethlehem Steel, 1615 | 5062156        | 12. April 1950     | 6. September 1958 an Deutsche Shell Tanker-Gesellschaft (DSTG), Hamburg; ab 26. Januar 1976 in Bilbao verschrottet                      |                |
| Caprella       | Bethlehem Steel, 1616 | 5062651        | 14. Juni 1950      | 1. November 1959 an Deutsche Shell Tanker-Gesellschaft (DSTG), Hamburg; ab 5. Mai 1977 bei Cheng Yung Enterprises (Taiwan) verschrottet |                |
| Caprinus       | Bethlehem Steel, 1617 | 5062742        | 14. September 1950 | 3. April 1959 an Deutsche Shell Tanker-Gesellschaft (DSTG), Hamburg; ab 25. August 1978 Shun Fong Iron Works Hongkong verschrottet      |                |